# Clavus roseofuscus
Clavus roseofuscus é uma espécie de gastrópode do gênero Clavus, pertencente a família Drilliidae.